# Бромид цинка
Бромид цинка (англ. Zinc bromide) — химическое соединение с формулой ZnBr2. Имеет много общего с хлоридом цинка ZnCl2, в частности, высокую растворимость в воде и органических растворителях. Гигроскопичен, образует дигидрат ZnBr2•2H2O.
ZnBr2 может быть получен по реакции между, например, бромидом бария и сульфатом цинка с выпадением осадка сульфата бария или взаимодействием HBr с металлическим цинком:
{\displaystyle {\mathsf {BaBr_{2}+ZnSO_{4}\rightarrow BaSO_{4}\downarrow +ZnBr_{2}}}}
{\displaystyle {\mathsf {Zn+2HBr\rightarrow ZnBr_{2}+H_{2}\uparrow }}}
Структура кристаллического ZnBr2 сходна с необычным строением решётки другого галогенида цинка — ZnI2. Атомы цинка объединены в тетраэдры, которые, в свою очередь, также объединяются в «супертетраэдры» {Zn4Br10}, связанные по вертикали в трёхмерную структуру.
Молекулярный ZnBr2 линеен, длина связи Zn-Br составляет 221 pm.
Дигидрат ZnBr2•2H2O может быть записан как Zn(H2O)6 Zn2Br6, где в ионе Zn2Br62− бромовые мостики соединяют два этома цинка, и этим похож на димер бромида алюминия Al2Br6.

## Применение
- В органической химии как кислота Льюиса.
- В качестве наполнителя для противорадиационных экранов[5][6].
- В электротехнике как электролит.